# Афганцы (Австралия)

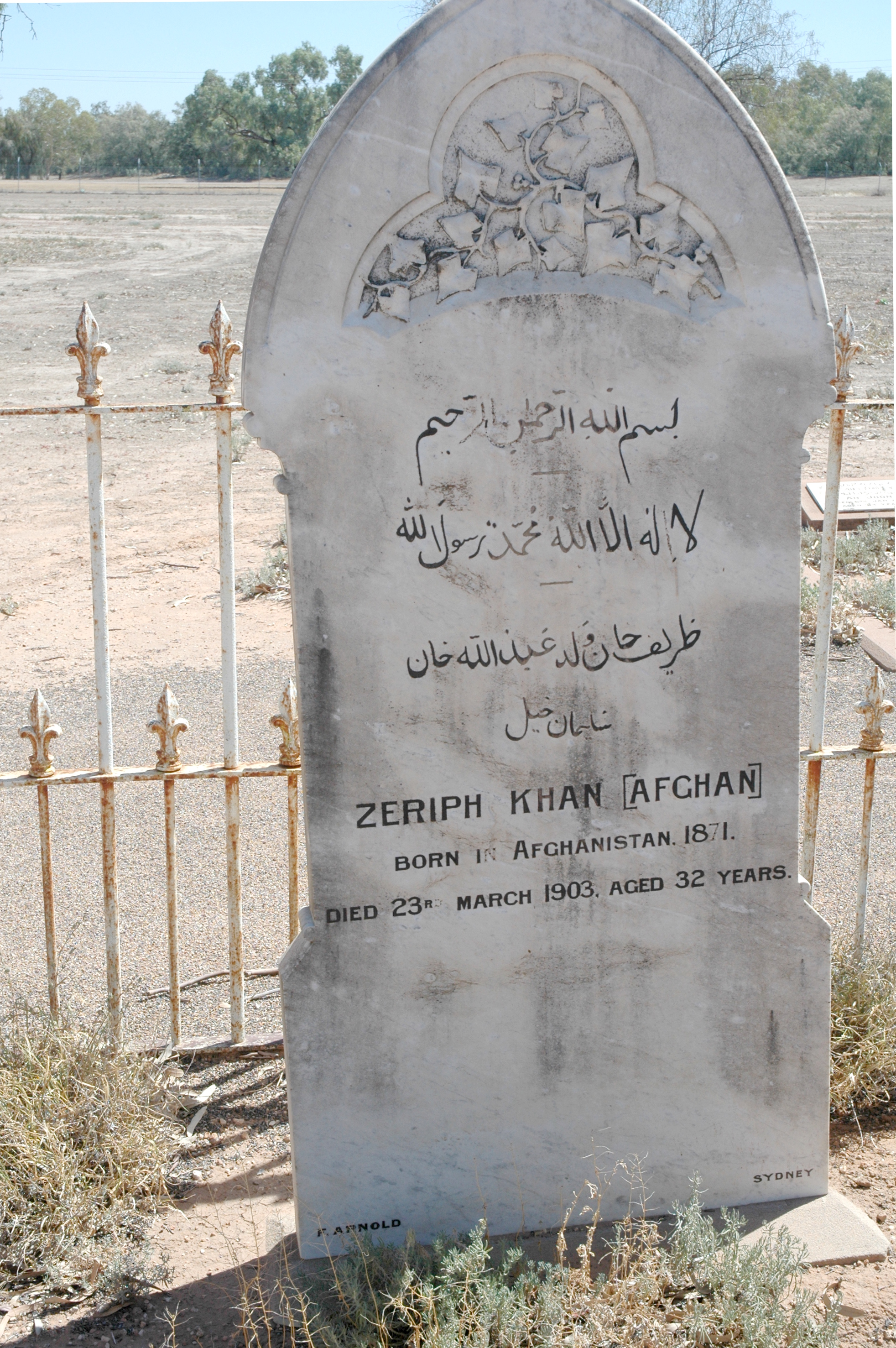
Памятник на могиле афганца в Новом Южном Уэльсе

Афганцы (англ. Afghans) — погонщики верблюдов, которые работали в Австралии с 1860-е по 1930-е годы. Хотя их и называли афганцами, не все они были родом из Афганистана — некоторые прибыли из областей, на территории которых расположен современный Пакистан. Афганцы сыграли большую роль в распространении мусульманской веры в Австралии.

## История
Первые афганцы прибыли в Мельбурн в июне 1860 года. 8 человек и 24 верблюда прибыли для экспедиции Бёрка и Уиллса. Верблюды были основным средством передвижения в глубине Австралии (где климат был слишком жёстким для лошадей и других вьючных животных) вплоть до широкого внедрения автомобилей. Хотя помощь афганцев была высоко оценена руководителями экспедиции, местные жители относились к ним плохо из-за неприятия их религии. Поезд из Аделаиды в Дарвин известен как Ган (назван так в память об афганцах).
Хотя афганцев приехало в Австралию немного (не более 3000 человек), они сделали существенный вклад в развитие Южной Австралии, но в истории государства их деятельность почти не упоминается.